# Centralia (Pensilvânia)
Centralia é um distrito e cidade fantasma localizada no estado norte-americano de Pensilvânia, no Condado de Columbia.

## Demografia
Segundo o censo norte-americano de 2000, a sua população era de 21 habitantes.
Em 2007, foi estimada uma população de 9.

## Geografia
De acordo com o United States Census Bureau tem uma Área de
0,6 Km², dos quais 0,6 km² cobertos por terra e 0,0 km² cobertos por água.

## História
A cidade foi fundada por Alexander W. Rea em 24 de agosto de 1875.

### Incidente da Mina de Carvão
Centralia inspirou a história da cidade de Silent Hill no filme Terror em Silent Hill (inspirado no jogo Silent Hill).
Ninguém sabe com certeza como começou o princípio do fim de Centralia, embora aparentemente tenha sido em maio de 1962 em um aterro de lixo situado nas periferias do povoado. Como fazia todos os anos, a prefeitura havia contratado os serviços de uma empresa de controle de incêndios para que limpasse o aterro. Em anos anteriores, quando o depósito de lixo se encontrava em outro local, não havia ocorrido problemas. Em 1962, no entanto, o aterro ocupava uma antiga mina a céu aberto abandonada.
Como haviam feito outras vezes, os bombeiros amontoaram o lixo em um dos recantos do aterro e atearam fogo deixando arder durante um momento. Depois, apagaram as cinzas com uma mangueira. Era o habitual, porém desta vez o fogo não se extinguiu completamente, seguindo queimando no subsolo e alcançando através de um buraco uma mina vizinha abandonada de carvão.
Antes de entrar em funcionamento, o aterro havia sido inspecionado para assegurarem que todos os buracos de antigas prospecções que havia no chão fossem selados com material incombustível para evitar precisamente isto. No entanto, ao que parece, ninguém selou o buraco pelo qual o incêndio se estendeu até à mina.
Além dos gases tóxicos, muitos outros perigos foram assustando os moradores de Centralia.
O dono de um posto de gasolina fechou as portas em desespero após descobrir que a gasolina no tanque subterrâneo do posto estava com mais de 75 °C.

### Tentativas de Extinção do Incêndio
No princípio, o fogo poderia ter sido extinguido facilmente, simplesmente escavando totalmente a zona afetada. Segundo parece, um engenheiro de minas ofereceu-se para fazê-lo por apenas 175 dólares. Mais tarde, outro mineiro do povoado também se ofereceu e por um preço ainda menor, apenas em troca de uma parte do carvão. No entanto, o incêndio havia se convertido em um assunto estatal e um emaranhado burocrático impedia tomar as decisões de forma rápida. À medida que passava o tempo, o fogo mais se estendia e a possível solução ficava mais cara e se complicava.
Em julho daquele ano, o Departamento do Meio Ambiente levou a cabo uma série de sondagens para comprovar o alcance e a temperatura do incêndio. Alguns, no entanto, pensam que estas perfurações não fizeram mais que piorar a combustão ao proporcionar ao fogo uma via de ar natural. Muitos são os que criticam a maneira, um tanto desorganizada, como foi levada a luta contra o fogo. Em muitos casos, as valas eram escavadas usando a própria fumaça que se desprendia do chão como guia, quando o correto seria realizar antes algumas perfurações para determinar qual era o local mais adequado.
Com frequência acontecia que, quando acabavam de escavar uma vala, o fogo já havia passado ao outro lado. Tony Gaughan, personagem do livro "Fire Underground" de David Dekok, no capítulo "Slow Burn" ("Queima lenta"), culpa o fracasso dessa estratégia à lentidão com que levavam a cabo os trabalhos. Empregavam um único turno, em vez de três, e além disso guardavam todas as festas e feriados. Um ritmo mais próprio de um trabalho rotineiro do que de uma emergência.
Em 22 de maio de 1969, tiveram que evacuar as três primeiras famílias de Centralia. Naquele mesmo ano, começaram a experimentar uma técnica diferente: injetar água com cinzas volantes (cinzas de combustível pulverizadas), areia úmida e argila sobre o incêndio para formar uma barreira que bloqueasse a passagem do oxigênio e "sufocasse" o fogo. Ao mesmo tempo, escavavam uma pequena vala que poderia ter posto a situação sob controle. No entanto, parece que um problema relativo a atribuição de fundos entre o governo do estado e o condado, atrasaram as duas tentativas. Enquanto isso, o fogo seguia se estendendo.

### Todd Domboski: Salvo do Inferno
Foi em 14 de fevereiro de 1981, um sábado, quando a terra se abriu sob os pés de Todd Domboski, uma criança de 12 anos. Era um buraco de mais de um metro de diâmetro e de 46 de profundidade.
Naquele dia, algo estava acontecendo. Um grupo de pessoas importantes estava excursionando pela cidade. Eles eram na verdade políticos do estado da Pensilvânia que foram se reunir com funcionários da prefeitura de Centralia. Em uma cidade pequena, as notícias voam, e Florence Domboski enviou seu filho, Todd, em uma missão para determinar por que os forasteiros estavam lá.
Ao longo do caminho, Todd notou colunas finas de fumaça saindo de uma área gramada, perto de uma árvore. Isto despertou a sua curiosidade, e ele andou para verificá-la. De repente, a terra se abriu debaixo dele. Ele afundou até os 'joelhos em um poço lamacento em meio à fumaça. Quanto mais ele se esforçava para se agarrar em algo e tentar sair, mais o chão se desmoronava.
Os gases vazavam provenientes do fogo da mina, e ele começou a gritar por ajuda. O tempo todo, ele foi afundando gradativamente até a cabeça, ficando a vários metros abaixo da superfície. Enquanto afundava, Todd conseguiu agarrar uma raiz exposta da árvore que estava nas proximidades. Ele continuou gritar por ajuda enquanto se segurava lutando por sua vida.
O primo dele, Eric Wolfgang, apareceu em cena e foi capaz de puxar Todd para fora. Ele saiu coberto por lama quente, mas fora isso ele estava bem. Todd poderia muito facilmente ter morrido naquele dia. Análises posteriores mostraram que o buraco estava expulsando quantidades mortais de monóxido de carbono. Se ele tivesse permanecido lá por apenas alguns minutos mais, a asfixia teria provavelmente ocorrido e se houvesse caído até o fundo, morreria quase de maneira instantânea por causa da grande quantidade de gases acumulados na parte mais profunda.
O afundamento do terreno e a formação de imensas rachaduras era outro dos perigos que o incêndio oferecia ao povoado, à medida que o carvão era reduzido a cinzas abrindo espaços vazios.

### Uma Cidade Dividida
O incidente, que atraiu a atenção dos meios a nível nacional, acabou por dividir Centralia em duas. De um lado, os partidários da evacuação das pessoas, e do outro, os que não queriam ir embora. Em 1983, um estudo independente afirmava que o incêndio era muito maior do que se pensava e já havia chegado ao subsolo do povoado. Foi recomendada a escavação de uma vala que cruzasse a cidade de norte a sul, dividindo-a em duas, o custo era de 62 milhões de dólares e não havia garantia de sucesso. A outra opção, era escavar totalmente a zona afetada, era mais segura, mas seu alto custo, mais de 650 milhões, descartava essa tentativa.

### Habitantes Abandonam a Cidade
Ante esta situação, finalmente o governador propôs um plano voluntário de desalojamento e compra de todo o povoado. A proposta foi votada em referendo e os proprietários de Centralia aceitaram-na por 345 votos a favor e 200 em contra. O Congresso dos Estados Unidos contribuiu os 42 milhões de dólares necessários para comprar todas as casas, demoli-las e realocar os habitantes.
A maioria dos habitantes, mais de 1000, foram realojados em vilas próximas de Mount Carmel e Ashland. Foram demolidas mais de 500 edificações. No entanto, algumas poucas famílias, 63 moradores, preferiram ficar, não estavam dispostos a abandonar suas casas, diante às advertências oficiais. Não acreditavam que o fogo fosse um perigo real para a parte da cidade em que eles estavam. Além disso, eram bastantes os que achavam que tudo era um complô do governo e suas companhias mineradoras para lhes arrebatar os seus direitos de extração, que eles haviam estimado estar em torno de vários milhares de milhões de dólares.
A primeira casa foi demolida em dezembro de 1984. Naquele momento, havia fogo sob 140 hectares. Em 1991, já eram 250 o número de hectares afetados. Naquele ano da década de 1990, o governo do estado comprou outras 26 casas situadas a oeste da cidade, junto à Rota 61.
Em 2002, o U.S. Postal Service revogou o CEP de Centralia (17927).

## Localidades na vizinhança
O diagrama seguinte representa as  num raio de 4 km ao redor de Centralia.